# Acmocera olympiana
Acmocera olympiana är en skalbaggsart som beskrevs av Thomson 1858. Acmocera olympiana ingår i släktet Acmocera och familjen långhorningar.
Artens utbredningsområde är:
- Angola.
- Gabon.
- Ghana.

Inga underarter finns listade i Catalogue of Life.